# Lang Sơn
Lang Sơn là một xã thuộc huyện Hạ Hòa, tỉnh Phú Thọ, Việt Nam.
Xã có diện tích 8,99 km², dân số năm 1999 là 3.605 người, mật độ dân số đạt 401 người/km².